# معاذ خطیب
معاذ خطیب (به عربی: أحمد معاذ الخطیب)؛ (متولد سال ۱۹۶۰، دمشق) رئیس ائتلاف ملی مخالفان حکومت بشار اسد که در ۱۱ نوامبر ۲۰۱۲ به این سمت انتخاب شد. او در ۲۴ مارس ۲۰۱۳ به قول خودش بدلایل تحت فشار قرار گرفتن و نداشتن آزادی عمل از سوی گروه‌های مخالف از سمت خود استعفا نمود.

## نسب
پدرش شیخ محمد فرج امام و خطیب شهر دمشق و یکی از چهره‌های دینی و مشهور سوریه است، جد پدری او، شیخ عبدالقادر الخطیب خطیب مسجد اموی و یکی از دانشمندان مشهور عصر خویش بوده است. برادران او، عبدالقادر (واعظ مسجد اموی - استاد در تفسیر و فقه - مهندس مکانیک) و محمد مجیر (استاد علوم مدرن - محقق و نویسنده) هستند.

## زندگی شخصی
معاذ خطیب نزد پدرش و دیگر اساتید و علمای بزرگی همچون شیخ حمدی الجویجاتی والشیخ عبد الغنی الدقر والشیخ عبد القادر الأرناؤوط دروس حوزه را فراگرفت. او در کنار تحصیلات حوزوی، همزمان در رشته ژئوفیزیک تطبیقی فارغ‌التحصیل و به عنوان مهندس فیزیک نفت در شرکت نفت فرات (AFPC) مشغول کار شد. او به دلایل مطالعه و علاقه به سیاست دارای دیپلم افتخار در رشته علوم سیاسی و روابط بین‌الملل و دیپلم افتخاری دیگر در رشته فنون مذاکره می‌باشد.
معاذ خطیب حدود ۲۰ سال پیش به عنوان خطیب مسجد جامع اموی دمشق انتخاب شد. او در بسیاری از دعوت‌های علمی و دینی در کشورهای از جمله: نیجریه، بوسنی و هرزگوین، انگلستان، ایالات متحده، هلند، ترکیه و دیگر کشورهای اسلامی حاضر و سخنرانی نمود.
او عضو فدراسیون بین‌المللی دانشمندان مسلمان، انجمن زمین‌شناسی سوریه و همچنین عضو انجمن علوم روانشناختی سوریه می‌باشد. از تالیفات او می‌توان کتابهایی با موضوعات فقهی و دینی و غیر از آن دو کتاب مشهور او بنام‌های: زندگی بعد از نابودی و کتاب یهود زیر میکروسکوپ اشاره کرد.

## پیوستن به گروه‌های مخالفین دولت سوریه
پس از شروع نا آرامی‌ها در سوریه او به حبس تعزیری مجازات و در پی آن در ژوئیه ۲۰۱۲ از دمشق فرار کرد. در ۱۱ اکتبر ۲۰۱۲ ائتلاف گروه‌های مخالف دولت سوریه تشکیل و او به سمت رئیس ائتلاف ملی مخالفان حکومت سوریه انتخاب گردید. خطیب فوریه ۲۰۱۳ جهت پایان به خشونت و جنگ‌های داخلی در سوریه خواستار آن شد ابتکار گفتگو با دولت سوریه را در ائتلاف مطرح کرد که با مخالفت گروه‌ها مواجه گردید. خطیب در ۲۴ مارس ۲۰۱۳، استعفای خود را از نیروهای ائتلاف اعلام کرد.